# 瘤鼻魚
瘤鼻魚為輻鰭魚綱鱸形目刺尾魚亞目刺尾魚科的其中一個種，於1801年由法國博物學家 Bernard Germain de Lacépède首次正式描述，其模式產地為模里西斯。分布於西印度洋區，包括莫三比克、模里西斯、葛摩、塞席爾群島；中西太平洋的澳洲、關島等海域，本魚體呈橢圓形且側扁，每個顎骨有30到46顆牙齒，隨著魚的生長，數量會增加，並且這些有鋸齒狀的尖端。身體深度約為標準長度的2.3至2.7倍，成魚的身體深度低於亞成魚。成魚的頭部前部有一個凸出的突起，從未超出嘴部。尾柄兩側各有一對骨板，魚體整體顏色為灰色 ，身體上部有小黑點，胸鰭基部下方和前方有一個大黑點，背鰭硬棘5枚、背鰭軟條26-29枚、臀鰭硬棘2枚、臀鰭軟條26-28枚，體長可達60公分，棲息在珊瑚礁區，成群活動，以藻類為食。

## 擴展閱讀
維基物種上的相關：瘤鼻魚